# Monte Conero
Monte Conero este o arie protejată (arie specială de conservare — SAC, sit de importanță comunitară — SCI) din Italia întinsă pe o suprafață de 1.123 ha, integral pe uscat.

## Localizare
Centrul sitului Monte Conero este situat la coordonatele 43°32′38″N 13°36′02″E / 43.543889°N 13.600556°E.

## Înființare
Situl Monte Conero a fost declarat sit de importanță comunitară în iunie 1995 pentru a proteja 31 de specii de animale. Situl a fost protejat și ca arie specială de conservare în aprilie 2016.

## Biodiversitate
Situată în ecoregiunea continentală, aria protejată conține 11 habitate naturale: Păduri de Quercus ilex și Quercus rotundifolia, Păduri de pin mediteraneene cu pini mezogeni endemici, Pajiști carstice calcaroase sau bazofile, de Alysso-Sedion albi, Matorral arborescenți cu Laurus nobilis, Pajiști uscate seminaturale și facies de acoperire cu tufișuri pe substraturi calcaroase (Festuco-Brometalia) (* situri importante pentru orhidee), Matorral arborescenți cu Juniperus spp., Pseudostepă cu ierburi și specii anuale de Thero-Brachypodietea, Păduri termofile cu Fraxinus angustifolia, Tufărișuri termo-mediteraneene și de pre-deșert, Galerii de Salix alba și de Populus alba, Păduri de stejar alb estice.
La baza desemnării sitului se află mai multe specii protejate:
- păsări (27): uliu porumbar (Accipiter gentilis), pițigoi codat (Aegithalos caudatus), șorecar mare (Buteo rufinus), caprimulg (Caprimulgus europaeus), Cettia cetti, barză neagră (Ciconia nigra), șerpar (Circaetus gallicus), erete de stuf (Circus aeruginosus), erete vânăt (Circus cyaneus), erete alb (Circus macrourus), erete cenușiu (Circus pygargus), acvilă țipătoare (Clanga clanga), acvilă-țipătoare-mică (Clanga pomarina), ciocănitoare pestriță mare (Dendrocopos major), egretă mică (Egretta garzetta), presură de grădină (Emberiza hortulana), Falco naumanni, șoim călător (Falco peregrinus), acvilă pitică (Hieraaetus pennatus), gaia neagră (Milvus migrans), gaia roșie (Milvus milvus), vultur pescar (Pandion haliaetus), viespar (Pernis apivorus), codroș de munte (Phoenicurus ochruros), aușel sprâncenat (Regulus ignicapilla), pițigoi-pungar (Remiz pendulinus), pupăză (Upupa epops)
- amfibieni (1): Triturus carnifex
- nevertebrate (3): croitorul mare al stejarului (Cerambyx cerdo), Coenagrion mercuriale, rădașcă (Lucanus cervus)

Pe lângă speciile protejate, pe teritoriul sitului au mai fost identificate 8 specii de plante, 2 specii de păsări, 2 specii de amfibieni, 9 specii de reptile.